# 南塞基爾縣
南塞基爾縣（英語：Sekyere South District）為迦納阿散蒂大區轄下的一縣。其區域面積355.8平方公里，2021年人口120,076人。阿戈納（Agona）為該縣的首府。
南塞基爾縣前稱阿菲吉亞-塞基爾縣（Afigya-Sekyere District，1988年設立），2007年11月1日原縣西部區域分出新設阿菲吉亞夸布勒縣（今北阿菲吉亞夸布勒縣、南阿菲吉亞夸布勒縣），並於2008年2月29日生效，其餘部分則更名為南塞基爾縣。

## 地理
南塞基爾縣境內幾乎為熱帶雨林，並有許多的木材種類。每年雨日約120日，降雨大多集中在3月至7月之間的雨季。

## 經濟
南塞基爾縣的居民大多為農民，佔該縣勞動人口的三分之二，其餘則為第三產業。該縣主要種植木薯、大蕉、薯以及玉米等糧食作物。可可豆、柑橘、咖啡以及棕櫚油為該縣最大的經濟作物。多數居民也做了些肯特布以及當地風格的陶器拿來出口外銷。

## 教育
南塞基爾縣總計有329所學校。

## 醫療衛生
南塞基爾縣總計有18所醫療中心。

## 旅遊
阿散蒂大區內有許多熱門旅遊景點，如南塞基爾縣境內的特羅沃瀑布（Trobo Waterfall）以及阿博伊祭（Aboye Festival）等。

## 外部連結
- Sekyere South Districts